# Mirko Markov Mikas
Mirko Markov Mikas (Daruvar, 20.  kolovoza 1943. – Caracas, 22. lipnja 2016.), hrvatski kontraadmiral u venezuelanskoj ratnoj mornarici i pomorski zapovjednik.
Rođen je u Daruvaru u jeku Drugog svjetskog rata, nakon što se otac Špiro Markov 1941. preselio iz Murtera, tada pod talijanskom okupacijom. Iz Daruvara obitelj Markov vraća se nakon rata 1945. u Šibenik, no zbog tamošnje jugosrpske i velikosrpske diktature emigrira u Venezuelu 1955. godine. 
Mladi Mirko brzo se prilagođava u tadašnjoj Venezueli, pohađa srednju tehničku školu i 1961. kreće na Pomorsku akademiju na nagovor bivšeg hrvatskog domobranskog glavnostožernog pukovnika Ivana Babića. Nakon kružnog krstarenja Pacifikom na razaraču "Zulia" 1965. dobiva licencijat iz pomorskih znanosti i čin zastavnika/poručnika korvete. 
Od tada je služio kao operativni časnik u floti razarača, ophodnih brodova, transportnih brodova i remorkera te dvije godine kao zapovjednik prvoga kadetskog odjela na Pomorskoj akademiji. Godine 1976. postaje zapovjednik ophodnog broda "Constitución" (P-11) čije je geslo "facta non verba" odredilo i njegovu karijeru. 
Sljedeće je godine u službi na Pomorskoj akademiji i priprema se za niz tečajeva u Sjedinjenim Američkim Državama, gdje 1981. dobiva naslov magistera u operativnim istraživanjima u Pomorskome poslijediplomskom učilištu pri Sveučilištu Monterey u Kaliforniji.
Godine 1983. vraća se u flotu kao kapetan dozapovjednik na misilističkoj fregati "Admiral García" (F-26). Sljedeće godine unaprijeđen je u čin kapetana bojnog broda te postaje tijekom sljedećih dviju godina njezin zapovjednik.
Godine 1987. postaje zapovjednik eskadre fregata i za vrijeme te asignacije dogodio se incident u kojem kolumbijska korveta "Caldas" ulazi u venezuelanske teritorijalne vode i biva nakon ultimatuma prisiljena napustiti venezuelansko područje.
Sljedeće godine postaje doravnatelj Pomorske akademije Venezuele, a 1989. unaprijeđen je u čin kontraadmirala. S admiralskim rangom postaje šef glavnog stožera mornarice, ravnatelj u ministarstvu obrane te je 1995. nakon 34 godine službe umirovljen.
U vrijeme Domovinskog rata javila se ideja da dođe u Hrvatsku u vezi s obranom hrvatske istočno-jadranske obale. No upravo tada dolazi do potpisivanja Daytonskoga mirovnog ugovora 1995. kojim prestaje Domovinski rat.
Godine 1996. prihvaća ponuđeno mjesto generalnoga ravnatelja sektora vodoprometa u venezuelanskome ministarstvu prometa i veza, no već 1997. odlazi u mirovinu i češće posjećuje Hrvatsku.
Umro je u Caracasu 22. lipnja 2016. u svojoj 73. godini ostavivši za sobom suprugu i dva odrasla sina.